# Švédsko na Letních olympijských hrách 1968
Švédsko na Letních olympijských hrách 1968 v Ciudad de México reprezentovalo 100 sportovců, z toho 86 mužů a 14 žen. Nejmladším účastníkem byla Rose-Marie Holm (15 let, 77 dní), nejstarším pak Kurt Johansson (54 let, 241 dní). Reprezentanti vybojovali 4 medaile, z toho 2 zlaté, 1 stříbrnou a 1 bronzovou.

## Medailisté
| Medaile | Jméno                                                              | Sport           | Disciplína                      |
| ------- | ------------------------------------------------------------------ | --------------- | ------------------------------- |
| Zlato   | Björn Ferm                                                         | Moderní pětiboj | Muži jednotlivci                |
| Zlato   | Ulf Sundelin Peter Sundelin Jörgen Sundelin                        | Jachting        | Muži třída 5½ m Class           |
| Stříbro | Tomas Pettersson Erik Pettersson Gösta Pettersson Sture Pettersson | Cyklistika      | Muži časovka družstev           |
| Bronz   | Gösta Pettersson                                                   | Cyklistika      | Muži silniční závod jednotlivců |